# Lucifer Sam
«Lucifer Sam» es una canción del grupo británico de rock psicodélico y progresivo, Pink Floyd, perteneciente a su álbum debut, The Piper at the Gates of Dawn.
La canción se construye en torno a un riff descendente, con dominio de la guitarra eléctrica tocada por Syd Barrett con efecto de retardo para dar como resultado un sonido que se ha calificado como de Duane Eddy a lo siniestro. Esa sensación se refuerza con el empleo del contrabajo con arco y un empleo creciente de efectos de órgano y de percusión.
Aunque frecuentemente la letra define a Lucifer Sam como un gato, surgió la especulación de que la canción se trataba de un argot para referirse a un hombre, real o imaginario, que tenía algún tipo de relación con la entonces novia de Barrett, Jenny Spires, (mencionada como "Jennifer Gentle"). Pero en realidad, Sam era simplemente el gato siamés de Barrett, y de hecho, el primer nombre de la canción era "Percy the Rat Catcher".

## Personal e instrumentario
- Syd Barrett - guitarra eléctrica (también con slide),  voz
- Richard Wright - órgano Farfisa, piano, voz
- Roger Waters - bajo, contrabajo con arco, voz
- Nick Mason - batería, maracas

## Enlaces externos

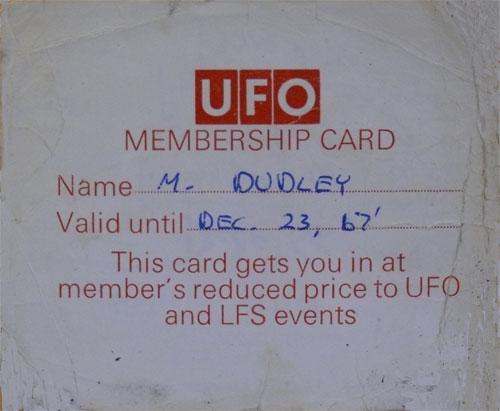
Tarjeta de abono al UFO. El club se cerró antes de acabarse el período de validez